# 貝塚市立北小学校
貝塚市立北小学校（かいづかしりつ きたしょうがっこう）は、大阪府貝塚市北町にある公立小学校。

## 沿革
明治四年、泉州南郡貝塚町に設立。
貝塚御坊願泉寺、寺内町の寺子屋から境内に拡張。
明治五年、郡の小学校としては岸和田藩の藩学講習館として寛永五年に設立した岸和田中央小学校とともに、泉州学区では最も古い伝統ある区学校となる。
名勝「姫松」のある貝塚浜にちなんだ、明治天皇よりの校歌の勅賜をたまわる。
雪に耐え 嵐に耐えし後にこそ 松の位も 高く見えけれ
明治二十二年に先述の岸和田中央小学校と同時期に泉南郡では草創の尋常高等小学校となる。
校章は上記「姫松」を模したもの。校旗掲揚珠玉には「北」の文字を円形化したものを用いる。
※この「北」の丸形意匠はその後、岸和田貝塚の該当する町名によく使われている。

## 通学区域
- 堀一丁目1番1、6、7、28、29号、堀三丁目1～3、10、11、12番、海塚（一部東小校区もあり）、海塚一丁目、海塚三丁目、北町、中、近木、近木町、西町、港（津田小校区もあり）、南町、加治、畠中一丁目1、10～16番[1]

※卒業後は基本的に貝塚市立第一中学校に進学する。